# بخش رایلی (شهرستان پوتنام، اوهایو)
بخش رایلی (به انگلیسی: Riley Township) یک منطقهٔ مسکونی در ایالات متحده آمریکا است که در شهرستان پاتنم، اوهایو واقع شده‌است.
 بخش رایلی ۷۸٫۳ کیلومتر مربع مساحت و ۲٬۱۹۱ نفر جمعیت دارد و ۲۳۵ متر بالاتر از سطح دریا واقع شده‌است.